# Словенцы в Республике Сербской
Словенцы в Республике Сербской (серб. Словенци у Републици Српској, словен. Slovénci v republike Srbskej) — граждане словенского происхождения, проживающие и работающие на территории Республики Сербской. Словенцы признаны одним из 12 национальных меньшинств Республики Сербской, их интересы защищает Совет национальных меньшинств Республики Сербской. В Республике Сербской проживает 504 словенца, по данным переписи населения 2013 года.

## История
Словенцы переселились в Боснию и Герцеговину в конце XIX века. Это были представители разных профессий: инженеры, архитекторы, землемеры, шахтёры, врачи, торговцы, военные, фармацевты и преподаватели. Значительная часть словенцев до начала XX века проживала в Баня-Луке, после Второй мировой войны они расселились по всей СР Боснии и Герцеговине.

## Религия
Словенцы являются преимущественно прихожанами римско-католической церкви.

## Общества
В Республике Сербской действуют два крупных общества. Первым является негосударственное и некоммерческое общество словенцев Республики Сербской «Триглав» из города Баня-Лука, основанное в 1998 году с целью объединения словенцев Республики Сербской. Оно занимается сохранением языка, культуры и национального самосознания словенцев в стране, в него входят более 1400 человек. В составе «Триглава» действует смешанный хор имени Даворина Енко, основанный в январе 2001 года, давший первый концерт в Банском-Дворе в феврале 2002 года (исполняет словенские народные песни), и школа словенского языка. Вторым является объединение словенцев региона Добой «Прежихов Воранц», основанное в 1998 году и насчитывающее более 200 словенцев и граждан со словенскими корнями, а также симпатизирующих ему жителей Добоя, Теслича, Дервенты, Модричи и Брода.

## Известные личности
- Франц Сошня, делегат Вече народа Республики Сербской третьего созыва.